# Philippe Buc
Philippe Buc (ur. 1961) – francuski i amerykański historyk (mediewista), profesor na Uniwersytecie w Lejdzie.
Uczył się w Gymnasium École Active Bilingue w Paryżu. Od września 1978 do czerwca 1981 studiował historię na Swarthmore College w Pennsylwanii. Po uzyskaniu licencjatu (BA) zaczął studiować historię średniowiecza na Université de Paris I Sorbonne. Studia ukończył w czerwcu 1983. Termatem jego pracy magisterskiej był "L'image de l'évêque dans les exempla des XIIIe-XIVe siècles". Od czerwca 1983 do sierpnia 1984 pracował jako asystent w Ecole Navale. Od sierpnia do czerwca 1987 studiował historię średniowiecza na University of California, Berkeley. W 1988 uzyskał tytuł magistra historii (Masters in History). Jednocześnie od września 1984 do grudnia 1989 studiował historię na École des Hautes Etudes en Sciences Sociales.
Od września 1990 do sierpnia 1997 był zatrudniony jako wykładowca historii średniowiecznej (Assistant Professor in Medieval History) na Uniwersytecie Stanforda, od września 1997 do sierpnia 2002 tamże jako starszy wykładowca (Associate Professor in Medieval History), a od września 2003 do sierpnia 2011 jako profesor. Od 2011 do 2021 był profesorem na Uniwersytecie Wiedeńskim.